# Дом-музей Г. В. Плеханова
Дом-музе́й Г. В. Плеха́нова — мемориальный музей в Липецке, расположенный по адресу: улица Плеханова, дом № 36. Комплекс занимает площадь 0,32 гектара и является филиалом Липецкого краеведческого музея.

## История
Дом был приобретён отцом Г. В. Плеханова 20 октября 1867 года. Семья переехала в него после поступления Плеханова в Михайловский Воронежский кадетский корпус; сам Плеханов приезжал сюда на летние каникулы.
Историко-революционный музей был открыт здесь в 1928 году, к 10-летию со дня смерти Г. В. Плеханова. В середине 1930-х годов он стал Мемориальным домом-музеем Г. В. Плеханова; просуществовав в таком виде до 1954 года.
В 1958 году снесли флигель здания. В 1969 году при реконструкции улицы Плеханова возникла необходимость передвинуть дом вглубь квартала — в результате работ дом не выдержал и разрушился. Сегодняшний Г-образный деревянный дом является реконструкцией существовавшего здания. Музей здесь вновь открылся 21 декабря 1977 года.
В январе 1995 года открыта новая экспозиция, посвящённая жизни Плеханова и лишённая прежней советской идеологической направленности.
30 октября 1998 года в сквере перед домом был установлен памятник Плеханову. Автор скульптуры — Е. А. Вольфсон.